# رئوس مطالب علوم فضایی

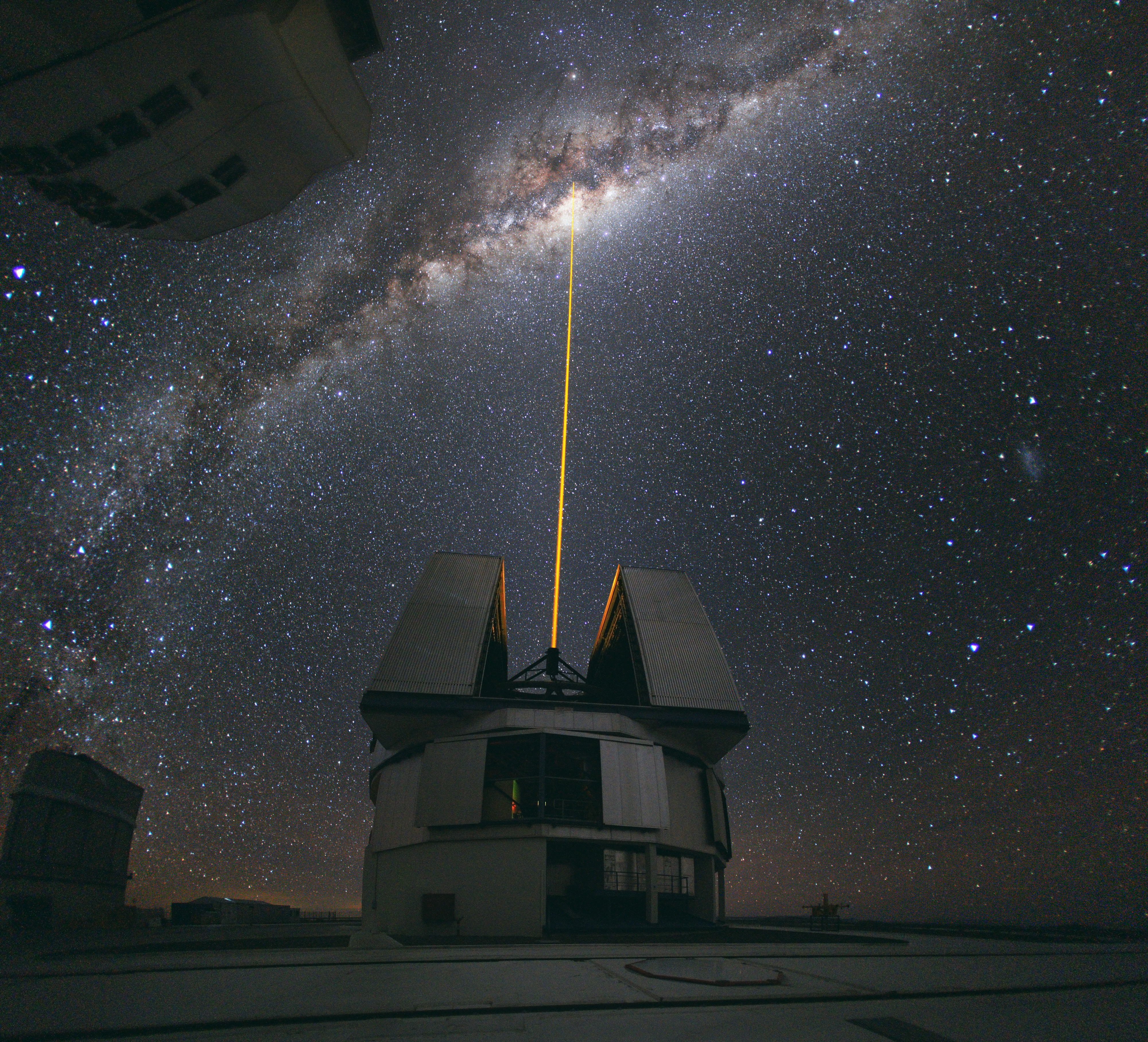
یک رصد هدایت لیزری از کهکشان راه شیری در رصدخانه پارانال در شیلی ۲۰۱۰

علوم فضا یا فهرستی از علوم مرتبط با فضای بیرونی شامل رئوس تمام مطالب رشته‌های علمی که در اکتشاف و شناسایی‌های فضایی و مطالعهٔ پدیده‌هایی که در فضای بیرونی رخ می‌دهد، مانند فضاپزشکی و اخترزیست‌شناسی است.
فهرست زیر یک مرور کلی و یک راهنمای موضعی برای علوم فضایی است:

## شاخه‌های علوم فضایی
- اخترشناسی

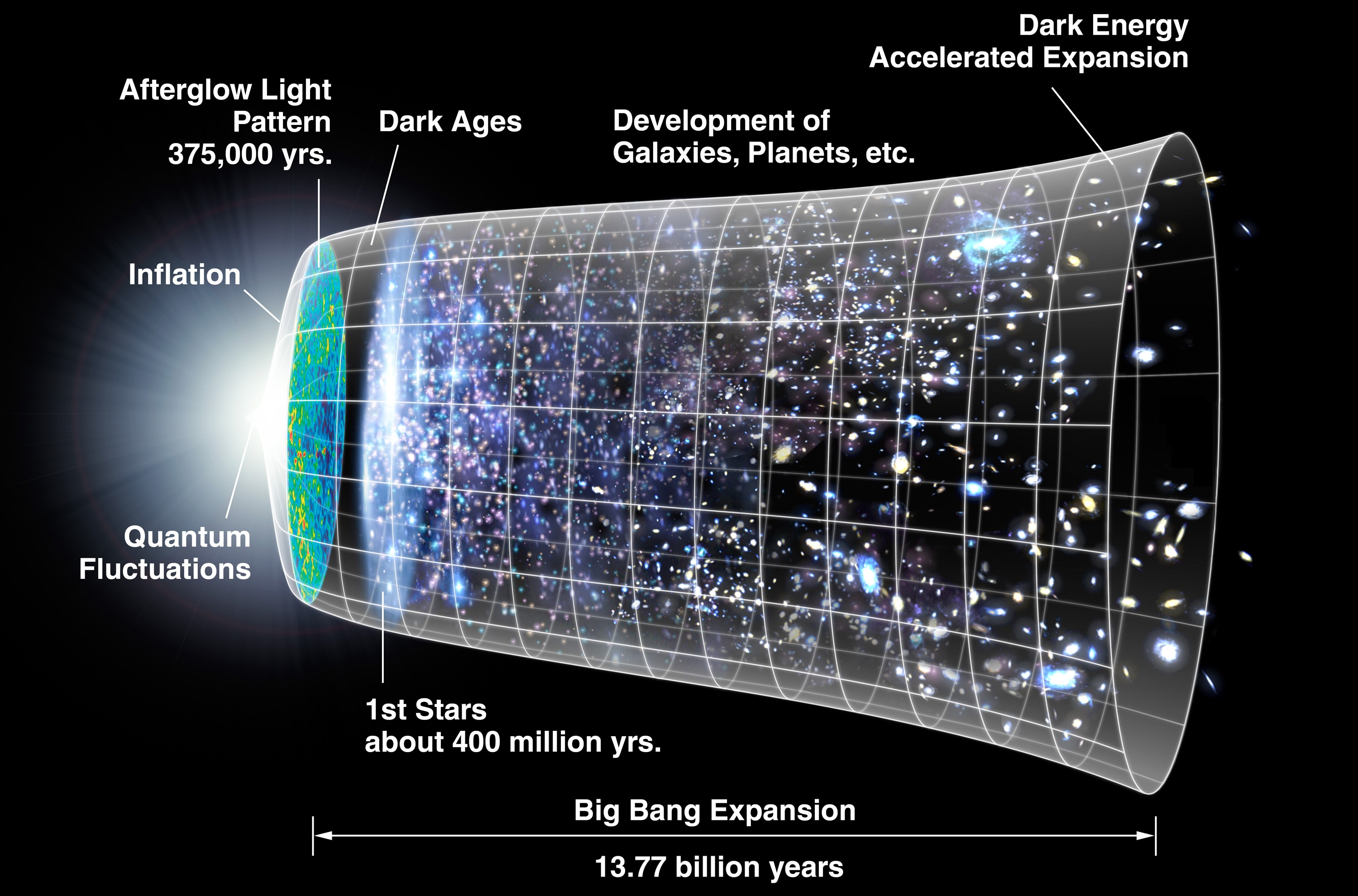
یک جدول زمانی ارائه شده از منشأ فضا، کیهان‌شناسی فیزیکی

زمینه‌های ستاره‌شناسی از نگاه روش کار:
- اخترشناسی رصدی – با به‌کارگیری رصدخانه‌های زمینی و همچنین رصدخانه‌های فضایی، پیکرها و نهادهای آسمانی و دیگر پدیده‌های فضایی را اندازه‌گیری و ثبت می‌کند.
  - اخترسنجی – موقعیت و حرکت (جابجایی) اجرام آسمانی را بررسی می‌کند
  - اخترشناسی آماتوری
- اخترشناسی نظری – مدل‌سازی ریاضی از نهادهای آسمانی و پدیده‌های فضایی.

زمینه‌های اخترشناسی از نگاه دامنهٔ کار:
- اخترفیزیک – مطالعهٔ چبود فیزیک جهان؛ از روی اشیاء فرازمینی و فضاهای میان بافتی.
  - فیزیک پلاسمای فضایی - مطالعهٔ پلاسما که به‌طور طبیعی در جو فوقانی کرهٔ زمین رخ می‌دهد.
  - اخترپویاشناسی یا دینامیک ستارگان، که در برنامه‌های فضاپیمایی نیز کاربرد دارد.
- اخترشناسی – مطالعهٔ ستارگان
  - اخترشناسی خورشیدی – مطالعه و بررسی خورشید؛ ستارهٔ سامانهٔ ما.
- سیاره‌شناسی – مطالعه و بررسی سیاره‌ها، به ویژه سیاره‌های دیگر به غیر از زمین.
  - زمین‌شناسی سیاره‌ای
- اخترشناسی کهکشانی – مطالعه و بررسی کهکشان راه شیری، کهکشان ما
- اخترشناسی فراکهکشانی – مطالعهٔ جهان بزرگ؛ فراتر از کهکشان راه شیری.
- کیهان‌شناسی فیزیکی – مطالعهٔ فیزیکی همهٔ جهان به عنوان یک کُل.
- مهندسی هوافضا
  - کیهان‌نوردی

### زمینه‌های بین رشته‌ای مرتبط با فضا
- اخترزیست‌شناسی
- اخترشیمی یا کیهان‌شیمی
- سیاره‌شناسی – overlaps with علوم زمین
- محیط نزدیک به بی‌وزنی، بررسی.
- اخترشناسی فرنزیک (موشکافی)
- معماری فضایی
- باستان‌شناسی فضایی – مطالعهٔ ساخته‌های بشری در فضا (و دربارهٔ).
- باستان‌اخترشناسی – تاریخ (پیشتنهٔ) درک انسان از جهان.

## اخترشناسی
جستارهای اخترشناسی را ببینید 
برای دیدن لیست گونهٔ ویژه‌ای از اشیاء آسمانی که مورد بررسی دانشمندان قرار گرفته جرم آسمانی و برای جهت‌گیری مکانی جایگاه زمین در جهان را ببینید.

## شناسایی‌های فضایی
جستارهای شناسایی‌های فضایی را ببینید 

## کیهان‌نوردی
کیهان‌نوردی – دانش و مهندسی پرواز فضایی، زیر مجموعهٔ مهندسی هوافضا است (که شامل پرواز اتمسفری) نیز هست.
- زندگی در فضا
  - موجودات زنده در فضا
    - انسان‌ها در فضا
      - زنان در فضا

    - جانوران در فضا
      - سگ‌ها در فضا
        - سگ‌های فضایی روسیه

      - میمون‌ها و بوزینه‌ها در فضا

    - میکروارگانیسم‌های آزمایش‌شده در فضا
    - گیاهان در فضا

  - سکونت در فضا
    - معماری در فضا
      - ایستگاه فضایی
        - ماژول مسکن فضایی

    - خوراک فضایی
    - پزشکی در فضا
      - علوم اعصاب (نوروساینس) در فضا

    - دین در فضا
      - کریسمس در ایستگاه فضایی بین‌المللی

    - ارتباط جنسی در فضا
    - بقا در فضا
    - نوشتن در فضا

  - پرواز فضایی انسان